# Museo dello sport (Torino)
Il Museo dello sport era situato a Torino all'interno dello stadio Olimpico. È stato inaugurato il 12 novembre 2012 ed era il primo ed unico museo permanente italiano dedicato alle discipline sportive. Il progetto di un museo esclusivamente sportivo all'interno dell'impianto di Santa Rita era già stato suggerito nell'aprile 1993, quando fu proposto di renderlo parte di un "villaggio dello sport" nel vecchio stadio Comunale. Fondato e realizzato da Onorato Arisi ed Elena del Greco, già fondatori del Museo Inter & Milan nello stadio Giuseppe Meazza nel 1996, si collocava nel panorama museale sportivo italiano ed internazionale come il più ricco per numero di discipline sportive e di campioni rappresentati. Copriva una superficie espositiva di 1000 m², che si sviluppavano su due piani sotto la curva Maratona e di fronte al braciere olimpico.

## Accesso al museo
Il museo si trovava all'interno dello stadio Olimpico di Torino. L'accesso al museo, e di conseguenza allo stadio, avveniva da un cancello situato tra corso Giovanni Agnelli e piazzale Grande Torino. I biglietti che consentivano l'ingresso potevano essere acquistati in una delle antiche biglietterie dello stadio, ancora conservata con la struttura originaria del 1933 e anch'essa situata su corso Giovanni Agnelli, angolo piazzale Grande Torino. In aggiunta al semplice ingresso al museo era acquistabile anche la visita guidata dello stadio.

## Discipline
All'interno del museo, sviluppato su cinque sale per un totale di 800 metri quadri di spazi espositivi, erano rappresentate le discipline sportive di atletica leggera, automobilismo, baseball, basket, calcio, ciclismo, equitazione, esplorazione, football americano, ginnastica artistica, golf, hockey su ghiaccio, judo, karate, kumite, motociclismo, nuoto, olimpiadi, pallanuoto, pallavolo, pattinaggio a rotelle, pattinaggio in line, pattinaggio sul ghiaccio, pugilato, rugby, sci alpino, sci nautico, sci nordico, scherma, sport estremi, tennis, thai boxe, tiro con l'arco, tuffi.

## La chiusura
Nonostante la ricca collezione, il museo non riscosse il successo sperato; la mancanza di un flusso di visitatori consistente ha portato alla sua definitiva chiusura il 6 agosto del 2015.